# 제58회 백상예술대상
제58회 백상예술대상은 2022년 5월 6일에 열린 시상식이다.

## 수상 및 후보

### 영화 대상
- 모가디슈 - 류승완 수상

### 영화 작품상
- 모가디슈 - 류승완 수상
- 기적 - 이장훈
- 미싱타는 여자들 - 이혁래, 김정영
- 연애 빠진 로맨스 - 정가영
- 킹메이커 - 변성현

### 영화 감독상
- 킹메이커 - 변성현 수상
- 모가디슈 - 류승완
- 이상한 나라의 수학자 - 박동훈
- 기적 - 이장훈
- 연애 빠진 로맨스 - 정가영

### 영화 시나리오상
- 연애 빠진 로맨스 - 정가영, 왕혜지 수상
- 십개월의 미래 - 남궁선
- 모가디슈 - 류승완, 이기철
- 킹메이커 - 변성현, 김민수
- 이상한 나라의 수학자 - 이용재

### 영화 예술상
- 모가디슈(촬영) - 최영환 수상
- 해적: 도깨비 깃발(VFX) - 강종익, 서병철
- 킹메이커(촬영) - 조형래
- 특송(무술) - 최성겸
- 킹메이커(미술) - 한아름

### 영화 신인감독상
- 장르만 로맨스 - 조은지 수상
- 발신제한 - 김창주
- 십개월의 미래 - 남궁선
- 인질 - 필감성
- 혼자 사는 사람들 - 홍성은

### 영화 남자최우수연기상
- 킹메이커 - 설경구 수상
- 모가디슈 - 김윤석
- 킹메이커 - 이선균
- 뜨거운 피 - 정우
- 이상한 나라의 수학자 - 최민식

### 영화 여자최우수연기상
- 당신얼굴 앞에서 - 이혜영 수상
- 빛나는 순간 - 고두심
- 특송 - 박소담
- 기적 - 임윤아
- 연애 빠진 로맨스 - 전종서

### 영화 남자조연상
- 킹메이커 - 조우진 수상
- 모가디슈 - 구교환
- 유체이탈자 - 박용우
- 장르만 로맨스 - 성유빈
- 모가디슈 - 허준호

### 영화 여자조연상
- 기적 - 이수경 수상
- 모가디슈 - 김소진
- 모가디슈 - 김재화
- 최선의 삶 - 심달기
- 장르만 로맨스 - 오나라

### 영화 남자신인연기상
- 뜨거운 피 - 이홍내 수상
- 이상한 나라의 수학자 - 김동휘
- 인질 - 김재범
- 장르만 로맨스 - 무진성
- 낫아웃 - 정재광

### 영화 여자신인연기상
- 어른들은 몰라요 - 이유미 수상
- 혼자 사는 사람들 - 공승연
- 최선의 삶 - 방민아
- 모럴센스 - 서현
- 십개월의 미래 - 최성은

### TV 대상
- 오징어게임 - Netflix 수상

### TV 작품상(드라마)
- D.P. - Netflix 수상
- 스물다섯 스물하나 - tvN
- 오징어 게임 - Netflix
- 옷소매 붉은 끝동 - MBC
- 이렇게 된 이상 청와대로 간다 - wavve

### TV 작품상(예능)
- 스트릿 우먼 파이터 - Mnet 수상
- 골 때리는 그녀들 - SBS
- 솔로지옥 - Netflix
- 유 퀴즈 온 더 블럭 - tvN
- 환승연애 - TVING

### TV 작품상(교양)
- 다큐인사이트 국가대표 - KBS 1TV 수상
- 위대한 수업, 그레이트 마인즈 - EBS1
- 꼬리에 꼬리를 무는 이야기 - SBS
- 요즘 육아 금쪽 같은 내새끼 - 채널A
- KBS 대기획 키스 더 유니버스 - KBS 1TV

### TV 연출상
- 오징어 게임 - 황동혁 수상
- 이렇게 된 이상 청와대로 간다 - 윤성호
- 마인 - 이나정
- 옷소매 붉은 끝동 - 정지인
- D.P. - 한준희

### TV 극본상
- 소년심판 - 김민석 수상
- 이렇게 된 이상 청와대로 간다 - 윤성호, 김홍기, 박누리, 최성진, 강지현
- 마인 - 백미경
- 그 해 우리는 - 이나은
- 오징어 게임 - 황동혁

### TV 예술상
- 오징어 게임(음악) - 정재일 수상
- 복면가왕·싱어게인2·풍류대장·슈퍼밴드2(VFX) - 권태은
- 옷소매 붉은 끝동(촬영) - 김화영
- 유미의 세포들(애니메이션) - 엄영식, 김다희
- 오징어 게임(미술) - 채경선

### TV 남자최우수연기상
- 옷소매 붉은 끝동 - 이준호 수상
- 악의 마음을 읽는 자들 - 김남길
- 오징어 게임 - 이정재
- 트레이서 - 임시완
- D.P. - 정해인

### TV 여자최우수연기상
- 스물다섯 스물하나 - 김태리 수상
- 소년심판 - 김혜수
- 연모 - 박은빈
- 옷소매 붉은 끝동 - 이세영
- 마이네임 - 한소희

### TV 남자조연상
- D.P. - 조현철 수상
- 옷소매 붉은 끝동 - 이덕화
- 이렇게 된 이상 청와대로 간다 - 이학주
- 마인 - 이현욱
- 오징어 게임 - 허성태

### TV 여자조연상
- 지옥 - 김신록 수상
- 서른, 아홉 - 강말금
- 오징어 게임 - 김주령
- 마인 - 옥자연
- 옷소매 붉은 끝동 - 장혜진

### TV 남자신인연기상
- D.P. - 구교환 수상
- D.P. - 신승호
- 지금 우리 학교는 - 유인수
- 스물다섯 스물하나 - 최현욱
- 라켓소년단 - 탕준상

### TV 여자신인연기상
- 구경이 - 김혜준 수상
- 소년심판 - 이연
- 지금 우리 학교는 - 이유미
- 오징어 게임 - 정호연
- 지금 우리 학교는 - 조이현

### TV 남자예능상
- 이용진 수상
- 김구라
- 문세윤
- 조세호
- 키

### TV 여자예능상
- 주현영 수상
- 송은이
- 이미주
- 이은지
- 홍진경

### 백상연극상
- 터키행진곡 - 극단 작당모의 수상
- 만 마디를 대신하는 말 한마디 - 극단 하땅세
- 로드킬 인 더 씨어터 - 국립극단
- 추락 II - 프로젝트그룹 빠-다밥
- 홍평국전 - 907(구공칠)

### 젊은연극상
- 이것은 어쩌면 실패담, 원래 제목은 인투디언노운 - 김미란 수상
- 오버더떼창: 문전본풀이 - 판소리아지트 놀애박스
- 콜타임 - 이오진
- 이홍도 자서전(나의 극작 인생) - 이홍도
- 집집: 하우스 소나타 - 한현주

### 연극 남자최우수연기상
- 붉은 낙엽 - 박완규 수상
- 태양 - 권정훈
- 타자기 치는 남자 - 김동현
- 좋은 괴물 - 윤상화
- 엔젤스 인 아메리카 - 정경호

### 연극 여자최우수연기상
- 홍평국전 - 황순미 수상
- 이장 - 강지은
- 누룩의 시간 - 박은경
- 이것은 어쩌면 실패담, 원래 제목은 인투디언노운 - 박지영
- 청년부에 미친 혜인이 - 신윤지

### 틱톡 인기상
- 이준호 수상
- 김태리 수상